# Liste der Nummer-eins-Hits in Frankreich (2011)
Diese Liste enthält alle Nummer-eins-Hits in Frankreich im Jahr 2011. Es gab in diesem Jahr 15 Nummer-eins-Singles und 16 Nummer-eins-Alben.

## Singles
| ← 2010 ← | Liste der Nummer-eins-Hits in Frankreich (Top Singles) | Liste der Nummer-eins-Hits in Frankreich (Top Singles) | Liste der Nummer-eins-Hits in Frankreich (Top Singles) | 2012 →                    |
| \| Zeitraum \| Wo. ges. \| Interpret \| Titel Autor(en) \| Zusätzliche Informationen \| \| (Zeitraum, Wochen auf Platz eins, Interpret, Titel, Autor[en], zusätzliche Informationen) \| \| \| \| \| \| ----------------------------------------------------------------------------------------- \| -------- \| ------------------------------------- \| ------------------------------------------------------------------------------------------------------------------------------------------------------------------------------- \| ------------------------- \| \| 25. Dezember 2010 – 4. März 2011 10 Wochen \| 10 \| Israel Kamakawiwo'ole \| Somewhere over the Rainbow / What a Wonderful World Harold Arlen, George Douglas, E. Y. Harburg, George David Weiss \| – \| \| 5. März 2011 – 11. März 2011 1 Woche \| 1 \| Colonel Reyel \| Celui … Windel B. Edwards, Ricardo Lloyd Johnson Jr., Rémi Ranguin, Deniz H-I Arslan \| – \| \| 12. März 2011 – 18. März 2011 1 Woche \| 1 \| Colonel Reyel \| Toutes les nuits Musik: Yannick Vincent Paul Moris, Guillaume Mathieu Nestoret; Text: Rémi Ranguin, Pédro Mickael Pirbakas \| – \| \| 19. März 2011 – 25. März 2011 1 Woche \| 1 \| Jennifer Lopez feat. Pitbull \| On the Floor Armando Christian Perez, Nadir Khayat, Gonzalo Hermosa Gonzáles, Ulises Hermosa Gonzáles, Kinda Vivianne Hamid, Bilal Hajji, Achraf Jannusi, Geraldo Jacop Sandell \| – \| \| 26. März 2011 – 22. April 2011 4 Wochen \| 4 \| The Black Eyed Peas \| Just Can’t Get Enough William Adams, Rodney Jerkins, Allan Pineda, Jaime Gomez, Stacy Ferguson, Joshua Alvarez, Stephen Shadowen \| – \| \| 23. April 2011 – 29. April 2011 1 Woche \| 1 \| Mylène Farmer \| Bleu noir Musik: Richard Melville Hall; Text: Mylène Farmer \| – \| \| 30. April 2011 – 6. Mai 2011 1 Woche \| 1 \| Jessie J feat. B.o.B \| Price Tag Lukasz Gottwald, Jessica Ellen Cornish, Claude Kelly, Bobby Ray Simmons Jr. \| – \| \| 7. Mai 2011 – 20. Mai 2011 2 Wochen \| 2 \| Snoop Dogg vs. David Guetta \| Sweat Calvin Broadus, Niles Holowell-Dhar, David Singer Vine \| – \| \| 21. Mai 2011 – 8. Juli 2011 7 Wochen (insgesamt 9) \| 9 \| LMFAO feat. Lauren Bennett & GoonRock \| Party Rock Anthem Stefan Kendal Gordy, Skyler Husten Gordy, David Jamahl Listenbee, Peter Henry Schroeder III \| – \| \| 9. Juli 2011 – 15. Juli 2011 1 Woche \| 1 \| Mylène Farmer \| Lonely Lisa Nadir Khayat, Mylène Farmer \| – \| \| 16. Juli 2011 – 29. Juli 2011 2 Wochen (insgesamt 9) \| 9 \| LMFAO feat. Lauren Bennett & GoonRock \| Party Rock Anthem Stefan Kendal Gordy, Skyler Husten Gordy, David Jamahl Listenbee, Peter Henry Schroeder III \| – \| \| 30. Juli 2011 – 2. September 2011 5 Wochen \| 5 \| Rihanna \| Man Down Theron Makiel Thomas, Timothy Jamahli Thomas, Shontelle Delia Layne, Shama E. Joseph, Robyn R. Fenty \| – \| \| 3. September 2011 – 30. September 2011 4 Wochen (insgesamt 5) \| 5 \| Mika \| Elle me dit Michael Holbrook Penniman, Laurent Lescarret \| – \| \| 1. Oktober 2011 – 7. Oktober 2011 1 Woche (insgesamt 5) \| 5 \| Rihanna feat. Calvin Harris \| We Found Love Calvin Harris \| – \| \| 8. Oktober 2011 – 14. Oktober 2011 1 Woche (insgesamt 5) \| 5 \| Mika \| Elle me dit Michael Holbrook Penniman, Laurent Lescarret \| – \| \| 15. Oktober 2011 – 21. Oktober 2011 1 Woche (insgesamt 4) \| 4 \| Adele \| Someone like You Adele Laurie Blue Adkins, Daniel D. Wilson \| – \| \| 22. Oktober 2011 – 18. November 2011 4 Wochen (insgesamt 5) \| 5 \| Rihanna feat. Calvin Harris \| We Found Love Calvin Harris \| – \| \| 19. November 2011 – 9. Dezember 2011 3 Wochen (insgesamt 4) \| 4 \| Adele \| Someone like You Adele Laurie Blue Adkins, Daniel D. Wilson \| – \| \| 10. Dezember 2011 – 20. Januar 2012 6 Wochen (insgesamt 7) \| 7 \| Shakira \| Je l’aime à mourir Francis Christian Cabrel \| – \| |                                                        |                                                        | |                           |
| ← 2010 |                                                        |                                                        | | → 2012 →                  |
| Zeitraum | Wo. ges.                                               | Interpret                                              | Titel Autor(en) | Zusätzliche Informationen |
| (Zeitraum, Wochen auf Platz eins, Interpret, Titel, Autor[en], zusätzliche Informationen) |                                                        |                                                        | |                           |
| 25. Dezember 2010 – 4. März 2011 10 Wochen | 10                                                     | Israel Kamakawiwo'ole                                  | Somewhere over the Rainbow / What a Wonderful World Harold Arlen, George Douglas, E. Y. Harburg, George David Weiss                                                             | –                         |
| 5. März 2011 – 11. März 2011 1 Woche | 1                                                      | Colonel Reyel                                          | Celui … Windel B. Edwards, Ricardo Lloyd Johnson Jr., Rémi Ranguin, Deniz H-I Arslan                                                                                            | –                         |
| 12. März 2011 – 18. März 2011 1 Woche | 1                                                      | Colonel Reyel                                          | Toutes les nuits Musik: Yannick Vincent Paul Moris, Guillaume Mathieu Nestoret; Text: Rémi Ranguin, Pédro Mickael Pirbakas                                                      | –                         |
| 19. März 2011 – 25. März 2011 1 Woche | 1                                                      | Jennifer Lopez feat. Pitbull                           | On the Floor Armando Christian Perez, Nadir Khayat, Gonzalo Hermosa Gonzáles, Ulises Hermosa Gonzáles, Kinda Vivianne Hamid, Bilal Hajji, Achraf Jannusi, Geraldo Jacop Sandell | –                         |
| 26. März 2011 – 22. April 2011 4 Wochen | 4                                                      | The Black Eyed Peas                                    | Just Can’t Get Enough William Adams, Rodney Jerkins, Allan Pineda, Jaime Gomez, Stacy Ferguson, Joshua Alvarez, Stephen Shadowen                                                | –                         |
| 23. April 2011 – 29. April 2011 1 Woche | 1                                                      | Mylène Farmer                                          | Bleu noir Musik: Richard Melville Hall; Text: Mylène Farmer | –                         |
| 30. April 2011 – 6. Mai 2011 1 Woche | 1                                                      | Jessie J feat. B.o.B                                   | Price Tag Lukasz Gottwald, Jessica Ellen Cornish, Claude Kelly, Bobby Ray Simmons Jr.                                                                                           | –                         |
| 7. Mai 2011 – 20. Mai 2011 2 Wochen | 2                                                      | Snoop Dogg vs. David Guetta                            | Sweat Calvin Broadus, Niles Holowell-Dhar, David Singer Vine | –                         |
| 21. Mai 2011 – 8. Juli 2011 7 Wochen (insgesamt 9) | 9                                                      | LMFAO feat. Lauren Bennett & GoonRock                  | Party Rock Anthem Stefan Kendal Gordy, Skyler Husten Gordy, David Jamahl Listenbee, Peter Henry Schroeder III                                                                   | –                         |
| 9. Juli 2011 – 15. Juli 2011 1 Woche | 1                                                      | Mylène Farmer                                          | Lonely Lisa Nadir Khayat, Mylène Farmer | –                         |
| 16. Juli 2011 – 29. Juli 2011 2 Wochen (insgesamt 9) | 9                                                      | LMFAO feat. Lauren Bennett & GoonRock                  | Party Rock Anthem Stefan Kendal Gordy, Skyler Husten Gordy, David Jamahl Listenbee, Peter Henry Schroeder III                                                                   | –                         |
| 30. Juli 2011 – 2. September 2011 5 Wochen | 5                                                      | Rihanna                                                | Man Down Theron Makiel Thomas, Timothy Jamahli Thomas, Shontelle Delia Layne, Shama E. Joseph, Robyn R. Fenty                                                                   | –                         |
| 3. September 2011 – 30. September 2011 4 Wochen (insgesamt 5) | 5                                                      | Mika                                                   | Elle me dit Michael Holbrook Penniman, Laurent Lescarret | –                         |
| 1. Oktober 2011 – 7. Oktober 2011 1 Woche (insgesamt 5) | 5                                                      | Rihanna feat. Calvin Harris                            | We Found Love Calvin Harris | –                         |
| 8. Oktober 2011 – 14. Oktober 2011 1 Woche (insgesamt 5) | 5                                                      | Mika                                                   | Elle me dit Michael Holbrook Penniman, Laurent Lescarret | –                         |
| 15. Oktober 2011 – 21. Oktober 2011 1 Woche (insgesamt 4) | 4                                                      | Adele                                                  | Someone like You Adele Laurie Blue Adkins, Daniel D. Wilson | –                         |
| 22. Oktober 2011 – 18. November 2011 4 Wochen (insgesamt 5) | 5                                                      | Rihanna feat. Calvin Harris                            | We Found Love Calvin Harris | –                         |
| 19. November 2011 – 9. Dezember 2011 3 Wochen (insgesamt 4) | 4                                                      | Adele                                                  | Someone like You Adele Laurie Blue Adkins, Daniel D. Wilson | –                         |
| 10. Dezember 2011 – 20. Januar 2012 6 Wochen (insgesamt 7) | 7                                                      | Shakira                                                | Je l’aime à mourir Francis Christian Cabrel | –                         |

## Alben
| ← 2010 ← | Liste der Nummer-eins-Hits in Frankreich | Liste der Nummer-eins-Hits in Frankreich | Liste der Nummer-eins-Hits in Frankreich | 2012 →                    |
| \| Zeitraum \| Wo. ges. \| Interpret \| Titel \| Zusätzliche Informationen \| \| (Zeitraum, Wochen auf Platz eins, Interpret, Titel, zusätzliche Informationen) \| \| \| \| \| \| ------------------------------------------------------------------------------ \| -------- \| -------------------------- \| ----------------------------- \| ------------------------- \| \| 1. Januar 2011 – 7. Januar 2011 1 Woche (insgesamt 10) \| 10 \| Les Prêtres \| Spiritus Dei \| – \| \| 8. Januar 2011 – 28. Januar 2011 3 Wochen (insgesamt 7) \| 7 \| Nolwenn Leroy \| Bretonne \| – \| \| 29. Januar 2011 – 4. Februar 2011 1 Woche \| 1 \| (Verschiedene Interpreten) \| NRJ Music Awards 2011 \| – \| \| 5. Februar 2011 – 18. Februar 2011 2 Wochen (insgesamt 7) \| 7 \| Nolwenn Leroy \| Bretonne \| – \| \| 19. Februar 2011 – 25. Februar 2011 1 Woche \| 1 \| La Fouine \| La Fouine vs Laouni \| – \| \| 26. Februar 2011 – 11. März 2011 2 Wochen (insgesamt 7) \| 7 \| Nolwenn Leroy \| Bretonne \| – \| \| 12. März 2011 – 1. April 2011 3 Wochen \| 3 \| Les Enfoirés \| 2011: Dans l’œil des Enfoirés \| – \| \| 2. April 2011 – 15. April 2011 2 Wochen \| 2 \| Johnny Hallyday \| Jamais seul \| – \| \| 16. April 2011 – 29. April 2011 2 Wochen \| 2 \| Colonel Reyel \| Au rapport \| – \| \| 30. April 2011 – 27. Mai 2011 4 Wochen (insgesamt 5) \| 5 \| Les Prêtres \| Gloria \| – \| \| 28. Mai 2011 – 10. Juni 2011 2 Wochen \| 2 \| Lady Gaga \| Born This Way \| – \| \| 11. Juni 2011 – 17. Juni 2011 1 Woche (insgesamt 21) \| 21 \| Adele \| 21 \| – \| \| 18. Juni 2011 – 24. Juni 2011 1 Woche (insgesamt 5) \| 5 \| Les Prêtres \| Gloria \| – \| \| 25. Juni 2011 – 1. Juli 2011 1 Woche (insgesamt 2) \| 2 \| The Black Eyed Peas \| The Beginning \| – \| \| 2. Juli 2011 – 5. August 2011 5 Wochen \| 5 \| (Verschiedene Interpreten) \| NRJ Summer Hits Only 2011 \| – \| \| 6. August 2011 – 26. August 2011 3 Wochen \| 3 \| (Verschiedene Interpreten) \| NRJ Extravadance 2011 \| – \| \| 27. August 2011 – 2. September 2011 1 Woche (insgesamt 21) \| 21 \| Adele \| 21 \| – \| \| 3. September 2011 – 23. September 2011 3 Wochen \| 3 \| David Guetta \| Nothing but the Beat \| – \| \| 24. September 2011 – 30. September 2011 1 Woche (insgesamt 21) \| 21 \| Adele \| 21 \| – \| \| 1. Oktober 2011 – 7. Oktober 2011 1 Woche \| 1 \| Christophe Maé \| On trace la route - Le live \| – \| \| 8. Oktober 2011 – 28. Oktober 2011 3 Wochen (insgesamt 21) \| 21 \| Adele \| 21 \| – \| \| 29. Oktober 2011 – 4. November 2011 1 Woche \| 1 \| Coldplay \| Mylo Xyloto \| – \| \| 5. November 2011 – 30. Dezember 2011 8 Wochen (insgesamt 21) \| 21 \| Adele \| 21 \| – \| \| 31. Dezember 2011 – 6. Januar 2012 1 Woche \| 1 \| (Verschiedene Interpreten) \| NRJ Music Awards 2012 \| – \| |                                          |                                          |                                          |                           |
| ← 2010 |                                          |                                          |                                          | → 2012 →                  |
| Zeitraum | Wo. ges.                                 | Interpret                                | Titel                                    | Zusätzliche Informationen |
| (Zeitraum, Wochen auf Platz eins, Interpret, Titel, zusätzliche Informationen) |                                          |                                          |                                          |                           |
| 1. Januar 2011 – 7. Januar 2011 1 Woche (insgesamt 10) | 10                                       | Les Prêtres                              | Spiritus Dei                             | –                         |
| 8. Januar 2011 – 28. Januar 2011 3 Wochen (insgesamt 7) | 7                                        | Nolwenn Leroy                            | Bretonne                                 | –                         |
| 29. Januar 2011 – 4. Februar 2011 1 Woche | 1                                        | (Verschiedene Interpreten)               | NRJ Music Awards 2011                    | –                         |
| 5. Februar 2011 – 18. Februar 2011 2 Wochen (insgesamt 7) | 7                                        | Nolwenn Leroy                            | Bretonne                                 | –                         |
| 19. Februar 2011 – 25. Februar 2011 1 Woche | 1                                        | La Fouine                                | La Fouine vs Laouni                      | –                         |
| 26. Februar 2011 – 11. März 2011 2 Wochen (insgesamt 7) | 7                                        | Nolwenn Leroy                            | Bretonne                                 | –                         |
| 12. März 2011 – 1. April 2011 3 Wochen | 3                                        | Les Enfoirés                             | 2011: Dans l’œil des Enfoirés            | –                         |
| 2. April 2011 – 15. April 2011 2 Wochen | 2                                        | Johnny Hallyday                          | Jamais seul                              | –                         |
| 16. April 2011 – 29. April 2011 2 Wochen | 2                                        | Colonel Reyel                            | Au rapport                               | –                         |
| 30. April 2011 – 27. Mai 2011 4 Wochen (insgesamt 5) | 5                                        | Les Prêtres                              | Gloria                                   | –                         |
| 28. Mai 2011 – 10. Juni 2011 2 Wochen | 2                                        | Lady Gaga                                | Born This Way                            | –                         |
| 11. Juni 2011 – 17. Juni 2011 1 Woche (insgesamt 21) | 21                                       | Adele                                    | 21                                       | –                         |
| 18. Juni 2011 – 24. Juni 2011 1 Woche (insgesamt 5) | 5                                        | Les Prêtres                              | Gloria                                   | –                         |
| 25. Juni 2011 – 1. Juli 2011 1 Woche (insgesamt 2) | 2                                        | The Black Eyed Peas                      | The Beginning                            | –                         |
| 2. Juli 2011 – 5. August 2011 5 Wochen | 5                                        | (Verschiedene Interpreten)               | NRJ Summer Hits Only 2011                | –                         |
| 6. August 2011 – 26. August 2011 3 Wochen | 3                                        | (Verschiedene Interpreten)               | NRJ Extravadance 2011                    | –                         |
| 27. August 2011 – 2. September 2011 1 Woche (insgesamt 21) | 21                                       | Adele                                    | 21                                       | –                         |
| 3. September 2011 – 23. September 2011 3 Wochen | 3                                        | David Guetta                             | Nothing but the Beat                     | –                         |
| 24. September 2011 – 30. September 2011 1 Woche (insgesamt 21) | 21                                       | Adele                                    | 21                                       | –                         |
| 1. Oktober 2011 – 7. Oktober 2011 1 Woche | 1                                        | Christophe Maé                           | On trace la route - Le live              | –                         |
| 8. Oktober 2011 – 28. Oktober 2011 3 Wochen (insgesamt 21) | 21                                       | Adele                                    | 21                                       | –                         |
| 29. Oktober 2011 – 4. November 2011 1 Woche | 1                                        | Coldplay                                 | Mylo Xyloto                              | –                         |
| 5. November 2011 – 30. Dezember 2011 8 Wochen (insgesamt 21) | 21                                       | Adele                                    | 21                                       | –                         |
| 31. Dezember 2011 – 6. Januar 2012 1 Woche | 1                                        | (Verschiedene Interpreten)               | NRJ Music Awards 2012                    | –                         |